# Alseuosmiaceae

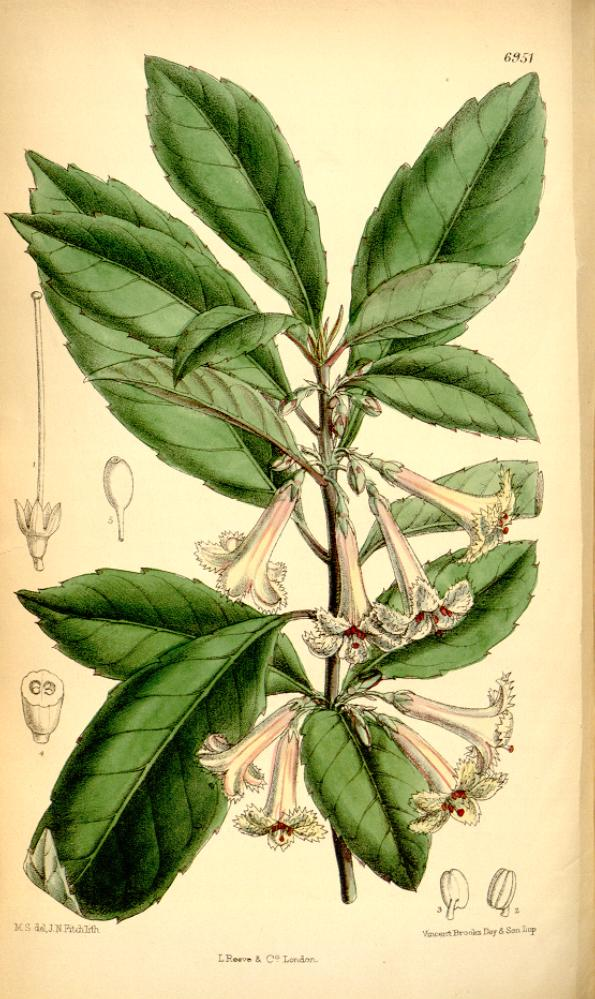
Alseuosmia macrophylla

Alseuosmiaceae je malá čeleď vyšších dvouděložných rostlin z řádu hvězdnicotvaré (Asterales). Jsou to keře se střídavými jednoduchými listy a pětičetnými květy se srostlou korunou. Čeleď zahrnuje celkem 10 druhů v 5 rodech a je rozšířena od Austrálie po Tichomoří.

## Charakteristika
Alseuosmiaceae jsou keře se střídavými nebo zdánlivě přeslenitými jednoduchými listy bez palistů. Čepel listů je celistvá, na okraji zubatá nebo celokrajná. Květy jsou nejčastěji úžlabní, jednotlivé nebo ve svazečcích, řidčeji v hroznech nebo téměř vrcholové. Květy jsou pravidelné, obvykle pětičetné (4 až 7). Kališní lístky jsou volné, koruna je srostlá. Tyčinek je stejný počet jako korunních cípů, jsou přirostlé ke korunní trubce. Semeník je spodní nebo polospodní, srostlý ze 2 plodolistů a se 2 pouzdry, s jedinou čnělkou a 1 hlavatou nebo dvoulaločnou bliznou. Vajíček je 1 až mnoho. Plodem je bobule.

## Rozšíření
Čeleď zahrnuje 10 druhů v 5 rodech. Je rozšířena na Novém Zélandu, ve východní Austrálii, na Nové Guineji a Nové Kaledonii.

## Taxonomie
Rody stávající čeledi Alseuosmiaceae byly dříve řazeny do čeledí zimolezovité (Caprifoliaceae), mořenovité (Rubiaceae), routovité (Rutaceae), vřesovcovité (Ericaceae), Epacridaceae aj. Tachtadžjan publikoval čeleď jako součást řádu hortenziotvaré. Cronquist ji řadil do řádu růžotvaré (Rosales).
Podle současných výzkumů tvoří Alseuosmiaceae monofyletickou skupinu s čeleděmi Phellinaceae a Argophyllaceae.
Čeleď Alseuosmiaceae byla dlouho známa pouze z Nového Zélandu a Nové Kaledonie, v roce 1982 byl zástupce této čeledi nalezen na Nové Guineji a o dva roky později i ve východní Austrálii.

## Přehled rodů
Alseuosmia, Crispiloba, Periomphale, Platyspermation, Wittsteinia